# Marguerite Steinheil
Marguerite-Jeanne Steinheil, född 16 april 1869 i Beaucourt i Territoire de Belfort, död 1954 Hove i East Sussex, var en fransk kvinna mest känd för sina kärleksaffärer med högt uppsatta män.
Marguerite-Jeanne Steinheil kom från en rik industrifamilj vid namn Japy. År 1890 gifte hon sig med miniatyrmålaren Adolphe Steinheil. Hon blev därmed en del av societeten i Paris, och många av samtidens politiska, konstnärliga och litterära kändisar besökte hennes salong, bland annat Émile Zola. I samband med att Adolphe fick uppdrag av president Félix Faure att göra en historiemålning blev Marguerite Steinheil presidentens älskarinna. Den 16 februari 1899, vid en av deras träffar i Elyséepalatsets blå salong drabbades Faure av stroke, enligt uppgifter medan Steinheil utförde oralsex. Presidenten dog samma dag och händelsen väckte stort uppseende i tabloidpressen, inte minst eftersom Dreyfuss-affären pågick vid samma tid.
Steinheil var år 1908 inblandad i en annan skandal, då hennes man och hennes styvmor mördades genom strypning i deras Parisbostad den 31 maj. Marguerite Steinheil hittades bunden och med munkavle och påstod att fyra svartklädda personer, tre män samt en kvinna, hade överfallit henne. Hon misstänktes först ha en roll i morden men polisen hittade inga bevis. Samtidigt försökte Steinheil peka ut två personer i sitt hushåll som skyldiga och gömde falska ledtrådar i deras kläder. Dock visade sig tjänarna vara oskyldiga och hon blev därför misstänkt på nytt. Den 26 november arresterades hon misstänkt för mord och fördes till fängelset Saint-Lazare. Situationen blev en stor sensation i pressen, och det fanns konspirationsteorier om att förövarna letade efter dokument från Dreyfus-affären som Faure skulle ha gett henne eller att hon hade giftmördat presidenten. Det visade sig även att hon hade många högt uppsatta beundrare och gynnare, bland annat kungen av Kambodja. Vid rättegången som skedde november 1909 avslöjades hennes lögner och förfalskningar av bevismaterial. Åklagaren tog dessutom upp hennes tidigare liv och förhållanden. Hon friades på grund av brist på bevis och motiv, trots att domaren kallade hennes försvar en "härva av lögner".
Steinheil flyttade därefter till London där hon gick under namnet Madame de Serignac. År 1912 gav hon ut sina memorarer där hon skrev mycket om sina älskare inom politiken och näringslivet. Hon gifte sig med Robert Scarlett, sjätte baronen av Abinger, men blev änka tio år senare. År 1954 avled hon på ett ålderdomshem i Hove.

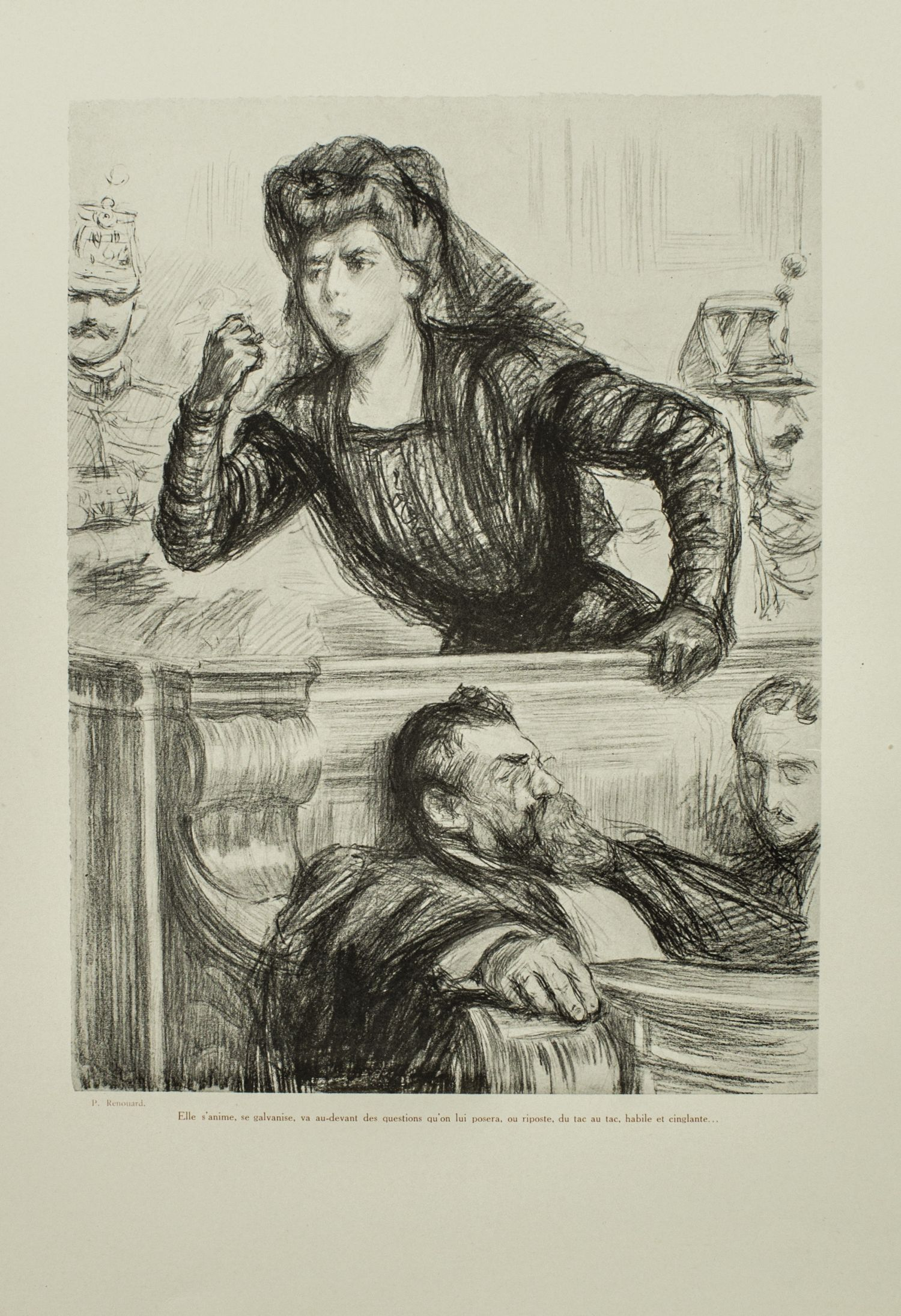
Steinheil och hennes advokat